# Ramona Falls
Ramona Falls est un groupe de rock indépendant créé en 2009 par Brent Knopf, également membre du groupe Menomena ; il est basé à Portland, dans l'Oregon.

## Discographie
- Intuit (2009)
- Prophet (2012)
- Coils (2017)